# Famille du Puy-Montbrun
La famille du Puy-Montbrun ou Dupuy-Montbrun, originaire du Dauphiné, est une famille noble éteinte d'extraction chevaleresque dont la filiation suivie remonte à 1267 et qui s'est éteinte en 1871 en ligne masculine. Elle portait le nom  « du Puy » et possédait la seigneurie de Montbrun dans la Drôme, d'où le patronyme « du Puy-Montbrun ».
Son nom est devenu célèbre à partir du XVIe siècle par l'un de ses membres, le capitaine calviniste Charles du Puy-Montbrun, appelé aussi Dupuy-Montbrun et le brave Montbrun
, condamné à mort et décapité en 1575 pour sa férocité, mais longtemps considéré comme un héros par le parti protestant.
Cette famille éteinte n'est pas à confondre avec des familles homonymes subsistantes ou non qui ont prétendu  s'y rattacher.

## Histoire

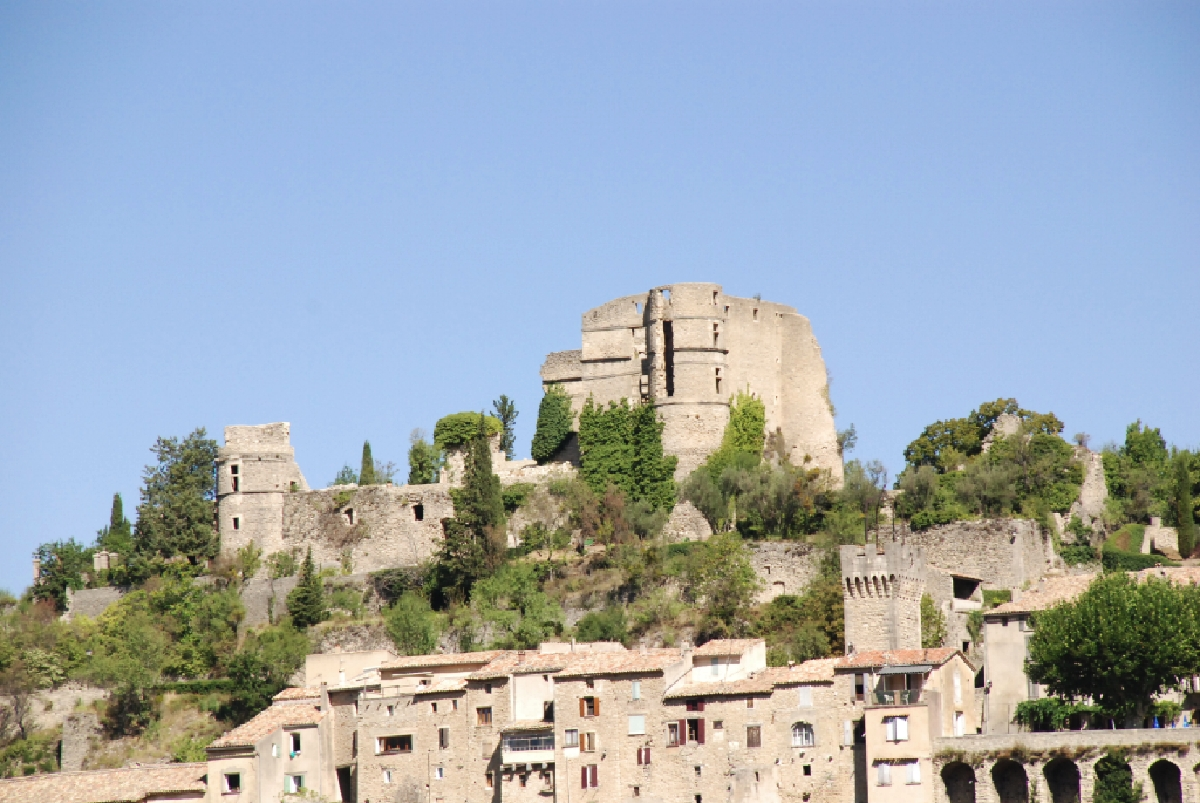
Château de Montbrun en Dauphiné.

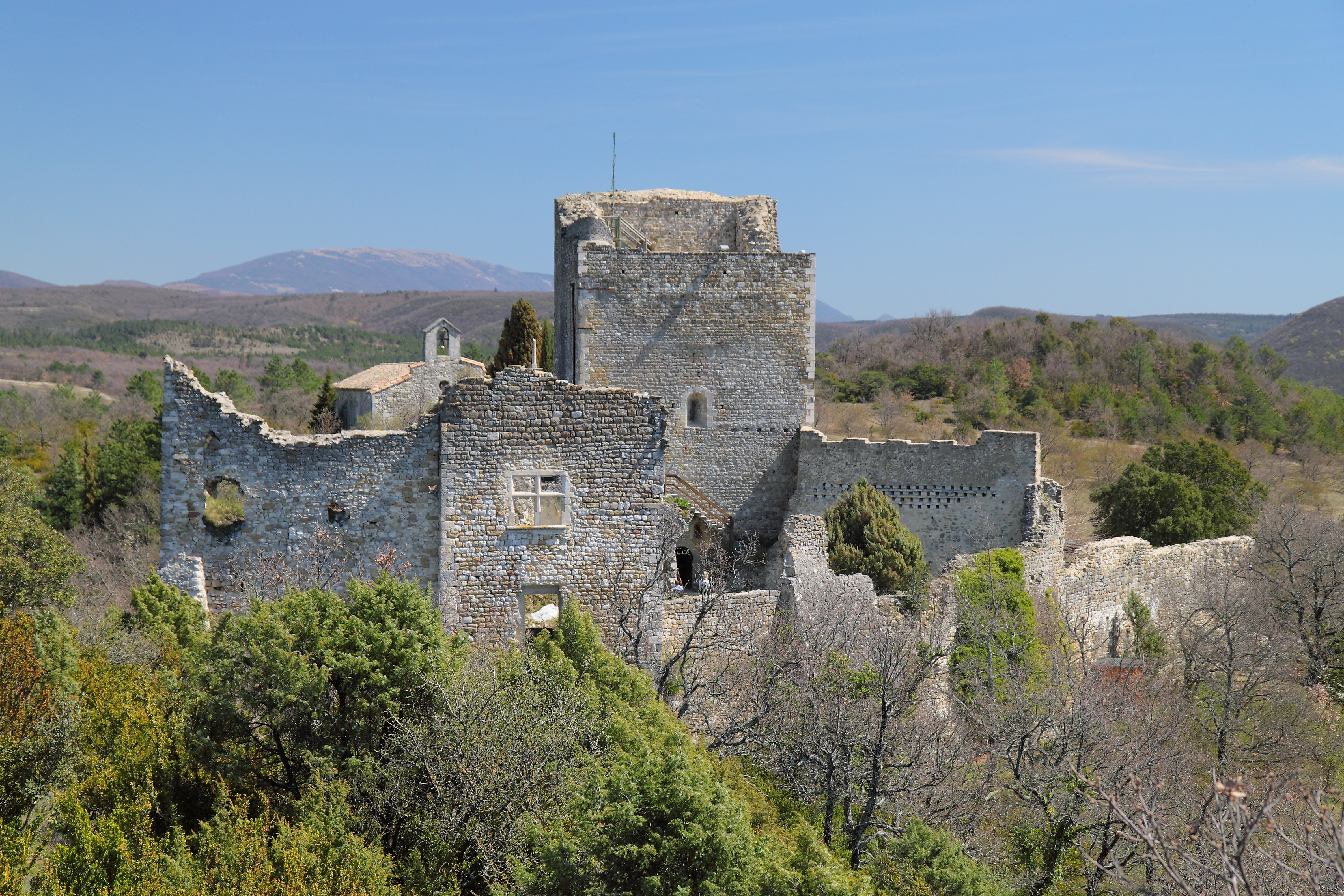
Château de Rochefort-en-Valdaine.

Cette famille du Puy est originaire de Peyrins en Dauphiné. Elle présente une filiation ininterrompue depuis Alleman du Puy, chevalier, seigneur en 1267 de Montbrun et de Reilhanette en Dauphiné, fils d'Hugues et d'Emessende. Il laissèrent deux fils: Alleman, auteur de la ligne aînée de Rochefort, et Bastel auteur de la ligne cadette de Montbrun.
La famille du Puy-Montbrun a formé deux branches :
- La branche aînée, des seigneurs de Rochefort, dite « du Puy-Rochefort », appelée marquis du Puy-Montbrun par agrément du roi après l'extinction en 1741 de la branche cadette des seigneurs de Montbrun[3] . Cette branche fit ses preuves depuis 1267 devant Chérin en 1787, fut admise aux Honneurs de la Cour le 26 janvier 1788 et comparut à Montélimar et Grenoble en 1789. Elle s'est éteinte en 1871, avec Raymond du Puy-Rochefort (1783-1871), sans postérité masculine et dernier de son nom[3].
- La branche cadette des seigneurs de Montbrun, dite « du Puy-Montbrun », dont le chef portait le titre de marquis de Montbrun depuis 1620. Elle était protestante et s'éteignit en 1741[4],[3].

Elle n'est pas à confondre avec des familles homonymes.

### Rameau de Montbrun-Saint-André fixé aux Pays-Bas à la fin duXVIIIesiècle
Cette branche est, selon Émile Haag, issue de Charles du Puy, marquis de Montbrun-Saint-André (1681-1735), protestant, qui se fixa en Hollande,. Marié à Ninon Massanes, il fut le père d'Étienne (1718-1785) dont le fils Paul-Charles, né en 1745, mourut sans postérité en 1817. Selon Henri Jougla de Morenas, cette famille a subsisté jusqu'en 1901 « On trouve un Étienne du Puy, marié en 1763 en Hollande à Suzanne de Lambermont, que certains auteurs ont identifié avec Étienne, cité ci-dessus. Un fils naquit de ce mariage : Étienne du Puy, dit « le marquis de Montbrun-Saint-André », (1765-1804), marié en 1792 à Anna Von Hullesheim, et dont la postérité mâle s'éteignit en 1901 avec son petit-fils, Jean-Bernard, dit le marquis de Montbrun-Saint-André (1824-1901). Cette hypothèse est reprise par une étude récente de Gilbert Picon publiée en 2016.
Toutefois, cette filiation avec la famille du Puy-Montbrun est contestée en 1878 par Adolphe de Coston qui y voit le descendant d'une des nombreuses familles qui ont usurpé ce nom à partir du XVIIIe siècle.

### Homonymie
Bien que la famille du Puy-Montbrun soit éteinte depuis 1871 en ligne masculine,, le nom « du Puy-Montbrun » est porté actuellement à l'état civil depuis 1839 par une famille sans lien avec la famille du Puy-Montbrun. Il s'agit d'une famille noble d'extraction originaire d'Albi en Languedoc qui s'appelait originellement Delpuech de Canhac, puis Dupuy du Colombié, et qui n'a pas d'origine généalogique commune avec celle qui fait l'objet de cet article. Cette famille a donné le colonel Déodat du Puy-Montbrun (1920-2009).

## Personnalités

### Branche cadette du Puy-Montbrun (éteinte en 1741)
- Charles du Puy-Montbrun (Montbrun 1530 - Grenoble 1576), grand capitaine protestant, « seigneur de Montbrun, Ferrassières et Vergaix aux Baronnies du Dauphiné[11]», ami de Théodore de Bèze qui le convertit au protestantisme, émule du baron des Adrets, condamné par le Parlement du Dauphiné pour ses exactions et décapité dans cette ville en 1576[12]. Il avait épousé en 1555 Justine Alleman.
- Jean Alleman marquis du Puy-Montbrun (fils du précédent), (Montbrun 1568 - 1634), conseiller d'État (1611), général de la cavalerie protestante en Languedoc (brevet en 1622), fait marquis de Montbrun par lettres patentes de février 1620[13],[14]. De son mariage avec Lucrèce de La Tour du Pin, il laisse six fils.
- Alexandre du Puy-Montbrun, (fils du précédent), (Montbrun 1600 - La Nocle 1673), capitaine français plus connu sous le nom de « marquis de Saint-André ». Placé par Henri IV auprès du dauphin avec la qualité d'enfant d'honneur. Peu de temps après la mort du roi, il s'engage sous les ordres de Lersdiguières dans la guerre du Piémont. Les guerres de religion ayant repris en France, il rejoint les chefs du parti protestant à Nîmes, défend Privas contre l'armée royale qui le fait prisonnier. Ayant réussi à s'échapper, il s'exile auprès de la république de Venise qui lui donne le commandement général de ses armées de terre dans la guerre qu'elle mène alors contre les Turcs. En 1631 il sert dans l'armée suédoise et il est fait prisonnier par Wallenstein. Rentré en France en 1636, le roi le nomme maréchal de camps des armées protestantes en 1641, lieutenant général des armées du roi. Devenu gouverneur du Nivernais, il est rappelé par Venise pour défendre Candie, mais ne réussit pas dans cette entreprise et revient à La Nocle où il meurt en 1673[12].
- Charles marquis du Puy-Montbrun (1595 - 1666) (frère du précédent), enfant d'honneur du roi Louis XIII, mestre de camp général des armées du roi, lieutenant-général au gouvernement du Nivernois, marié en 1655 à Diane Nompar de Caumont-La-Force.
- Jacques, marquis du Puy-Montbrun (fils du précédent), lieutenant-général des armées, marié à Charlotte du Puy de Saint-André.
- Jean du Puy-Montbrun (frère de Charles marquis du Puy-Montbrun), lieutenant-général des armées.
- Alexandre du Puy-Montbrun (frère de Charles marquis du Puy-Montbrun), lieutenant-général des armées.

### Branche aînée du Puy-Rochefort
Jacques II du Puy-Rochefort (+ 1793 à Philadelphie), baron de Rochefort-Valdaine, brigadier de cavalerie, 5e marquis du Puy-Montbrun par réversion de la branche de Montbrun éteinte en 1741, grand-croix de l'ordre de Malte avec dispense de vœux (1776), est le fils de Laurent II du Puy, appelé le comte de Rochefort, et de Suzanne de Caritat de Condorcet, tante du marquis de Condorcet. En 1786, le marquis du Puy Montbrun est témoin au mariage de ce dernier, qui est son cousin germain .
Il s'est marié :

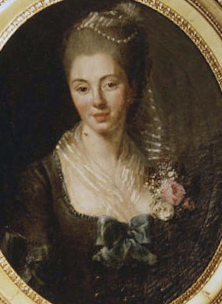
Marie-Louise Sémen de Bremond, marquise du Puy-Montbrun par Elisabeth Vigée-Lebrun (1773), Hôtel du Puy-Montbrun (Montélimar)

- 1° en 1756 avec Marie Thérèse Catherine de Narbonne - Pelet (1738-1779), nièce du futur cardinal de Bernis ; de ce mariage sont issues trois filles[17]
- 2° en 1779 avec Marie-Louise Semen de Brémond (1751-1825), dont le portrait a été réalisé par Élisabeth Vigée-Lebrun. Leur fils Raymond du Puy-Rochefort-Montbrun (1783-1871) est considéré comme le dernier représentant de la dernière branche de cette famille. De son premier mariage avec Caroline de Vesc il laissa deux filles[18] : Gabrielle du Puy-Montbrun-Rochefort (1810-1842)[18], mariée en 1831 avec Séverin de Cotton[3] dont les enfants ont été autorisés en 1866 à relever le nom « Dupuy-Montbrun » ; et Clotilde du Puy-Montbrun-Rochefort (1813-1846)[18], mariée en 1832 à Armand Rocher de La Baume[3] dont les enfants ont été autorisés en 1866 à ajouter à leur nom « Dupuy-Montbrun »[3].

## Armes
Un sceau du XIIe siècle ou du XIIIe siècle retrouvé au début du XXe siècle à Peyrins en Dauphiné « parait avoir été celui de Hugues du Puy » selon H Séjalon, auteur des Annales de l'abbaye d'Aiguebelle de l'ordre de Citeaux (1863). Il porte l'inscription : « DE PODIO. + S. UGONIS » disposée autour d'une écu portant six paires de cerises  disposées 3 2 1».
L'Armorial Général de Jean-Baptiste Rietstap, tome II (1884) indique :
- Puy (du) marquis de Montbrun - Dauphiné. (Marquis février 1620.) D'or au lion de gueules, armé, lampassé et couronné d'azur. Légende : AGERE ET PATI FORTIA. Support : deux lions au naturel. Devise : 1° VIRTUTE NON GENERE NITI; 2° VICIT LEO E TRIBU JUDA.

Le Grand Armorial de France d'Henri Jougla de Morenas et Raoul de Warren (1948) donne les armes suivantes pour la famille du Puy-Montbrun du Dauphiné :
- D'or au lion de gueules armé et lampassé d'azur